# 米格尔·埃斯帕尼亚
米格尔·埃斯帕尼亚（西班牙語：Miguel España，1964年1月31日—），墨西哥男子足球运动员，司职中场。他曾代表墨西哥国家队参加1986年国际足联世界杯，结果队伍止步八强赛。